# Lichtscheu
Eine Lichtscheu, Lichtempfindlichkeit oder Photophobie (Lichtphobie) ist eine Überempfindlichkeit der Augen gegenüber Lichteinwirkung. Sie kann krankheitsbedingt oder bei manchen Tieren physiologisch auftreten. Betroffene Menschen und Organismen suchen gerne dunkle Räume auf.

## Erkrankungen
Typischerweise kann Lichtscheu als Symptom im Gefolge verschiedener neurologischer Krankheitszustände wie einer Migräne oder Meningitis sowie ophthalmologischen Erkrankungen wie einer Aphakie (Linsenlosigkeit), Bindehautentzündungen jeglicher Ursache und anderen Entzündungen im Augenbereich, z. B. einer Iridozyklitis, vorkommen. Außerdem ist eine Lichtscheu des Säuglings ein diagnostisches Zeichen für ein Angeborenes Glaukom. Auch Albinos zeigen oft ausgeprägte Lichtscheu.
Des Weiteren kann ein Defekt des Enzyms Tyrosinaminotransferase (TAT) vorliegen (Hypertyrosinämie/Tyrosinose Typ II). Tyrosinaminotransferase wird im Abbau der Aminosäuren Tyrosin und Phenylalanin benötigt.

## Physiologisch bei Tieren
Viele Tiere wie Schaben und Tausendfüßer sind dauerhaft lichtscheu und somit meist dämmerungs- oder nachtaktiv. Bei manchen Tieren tritt eine Lichtscheu nur während bestimmter Phasen auf, z. B. beim Holzbock (Ixodes ricinus) nach dem Blutsaugen, sodass er dann Sonnenlicht vermeidet.

## Parasitose
Lichtscheu kann bei manchen Wirtstieren durch Parasitose beeinflusst werden. Z. B. bewirkt beim Flohkrebs Gammarus pulex der Befall durch den Kratzwurm Pomphorhynchus laevis, dass der Flohkrebs weniger lichtscheu ist. Damit fällt er leichter Fischen zum Opfer. Nach dem Wirtswechsel kann sich der Parasit weiterentwickeln, was zur Acanthocephalose der Fische führt.